# Circonscription de Mekdela
La circonscription de Mekdela est une des 135 circonscriptions législatives de l'État fédéré Amhara, elle se situe dans la Zone Sud Wollo. Son représentant actuel est Shimeles Abebaw Shiferaw.